# Dreams (Dreams)
Dreams is het debuutalbum van de gelijknamige band uit 1971.
Na het ontstaan van Dreams moest het zorgen voor een platencontract. Tijdens een soort wedstrijd met de J. Geils Band verloor het, gestreden werd om een plaats in de stal van Atlantic Records. Dreams kwam echter door hun optreden in de spotlights te staan en kwam terecht bij CBS, die toen ook al nichegenoten Chicago en Blood, Sweat & Tears in hun portefeuille hadden. Dreams ging een album opnemen in de CBS-studio’s in Chicago en New York alsmede de A&R Studio in New York. In vergelijking tot Chicago en BST deed Dreams niet zoveel; een vermelding in Billboard vanwege een optreden op 11 augustus 1971 was hun claim to fame.

## Musici
- Michael Brecker – tenorsaxofoon en dwarsfluit
- Randy Brecker – trompet, flugelhorn
- Billy Cobham – slagwerk en percussie
- Jeff Kent – toetsinstrumenten, gitaar en zang
- Doug Lubahn – basgitaar, zang
- Barry Rogers – trombone en wagnertuba
- Edward Vernon – zang

met ex-lid John Abercrombie, gitaar, die vertrok naar ECM Records.

## Muziek
| Nr. | Titel                                                                    | Duur |
| --- | ------------------------------------------------------------------------ | ---- |
| 1.  | Devil lady (Kent, Lubahn)                                                |      |
| 2.  | 15 Miles to prove (Lubahn)                                               |      |
| 3.  | The Maryanne (Lubahn)                                                    |      |
| 4.  | Holli be home (Kent)                                                     |      |
| 5.  | Try me (Kent)                                                            |      |
| 6.  | Dream suite (A.Asset stop; B. Jane; C. Crunchy Grenola door Kent/Lubahn) |      |
| 7.  | New York (Kent)                                                          |      |

In 1971 kwam Chicago met Chicago III, BST kwam met Blood, Sweat & Tears IV.